# Megaderus stigma
Megaderus stigma là một loài bọ cánh cứng trong họ Cerambycidae.